# 安井知得仙知
（1776年—1838年），日本圍棋棋手，生於伊豆國的三島，父親名為中野彌七，是個漁夫，本名中野知得。
年幼即拜於仙知仙角的門下，十三歲（無段）碰到大一歲的本因坊元丈（那時還叫宮重樂山，二段），知得受先中盤勝，之後在將軍安排下，兩人常常對局，一直到各就任家督後仍不避諱（做了家督後，身分不同，有輸不得的壓力），總計兩人共下77盤，成績如下：
知得拿黑：32勝6敗2和2打掛

元丈拿黑：27勝6敗2和2打掛
知得雖然多贏五盤，但是知得拿黑盤數也較多，所以兩人棋力實在是伯仲之間，皆是名人等級，可惜生不逢時，兩兩相對，最後都只有準名人，後世尊為圍棋四哲（其餘二人為秀和、幻庵），棋聖丈和稱其中的三十盤「從頭到尾沒有一手可以挑剔的」，並更稱其中七盤「完全是名人等級」，足見推崇了。兩人為揪外好友，枰上勁敵，謙虛容讓，後世比喻為武田信玄與上杉謙信。
1800年五段，被立為跡目，並出賽御城碁，四年後與元丈一起晉升上手。1815年仙知仙角退休，知得繼任，是為第八世安井仙知，因為仙角退休後還名仙知（是以知得繼任家督後世多稱知得仙知（而仙知仙角被稱作大仙知）。1825年立兒子俊哲為跡目，兩年後元丈退休，知得仙知本也想退休，無奈俊哲才二段，才打消此念。
後來大仙知大俊哲九歲的兒子坂口虎次郎逐漸脫穎而出，實力也不輸俊哲，彼時本因坊丈和為了報師恩而立師父的兒子宮重丈策為跡目，知得仙知也想效法而改立坂口虎次郎為跡目，造成了短時間安井家與坂口家（安井家的分家）的破裂。
晚年時期，丈和奪取名人碁所（詳見丈和頁面），知得仙知為當代最高段位者，遭丈和處心積慮地想要除掉，因為忠厚老實，遭安節因碩利用而讓安節升上準名人，之後安節使計逼迫知得仙知與丈和爭碁，而氣出病來，最後爭碁並無進行，也讓丈和成為新名人，知得仙知意氣消陳，1838年在大仙知去世隔年跟著去世，俊哲繼任，是為第九世安井算知。
知得仙知被認為是安井家歷代家督中最強者，縱是當過名人的第二世安井算知亦是不如。知得仙知死後，安井家走下坡，雖然仍算興盛，但是已經無法與本因坊家互相抗衡。

## 其他
著有《河洛余数》

### 歷年御城碁成績
- 1800年 执黑9目胜 本因坊元丈
- 1801年 执白7目胜 井上春策
- 1802年 执黑6目胜 本因坊烈元
- 1803年 执白2目胜 井上春策
- 1804年 执白9目负 本因坊元丈
- 1805年 让三子负   林铁元
- 1806年 执白中盘胜 林铁元
- 1806年 执黑和    本因坊元丈
- 1807年 执白和    林门悦
- 1808年 让二子5目胜   林铁元
- 1809年 执白3目负 本因坊元丈
- 1811年 执白和 林铁元
- 1813年 执白1目胜 井上因砂
- 1814年 让二子2目胜   林铁元
- 1815年 执黑2目胜 本因坊元丈
- 1816年 执白2目胜 井上因砂
- 1817年 执白3目负 井上因砂
- 1818年 执白4目胜 林铁元
- 1819年 执白5目负 本因坊丈和
- 1820年 执白4目负 林元美
- 1822年 让二子中盘负井上安节
- 1824年 让三子中盘负林柏悦
- 1830年 执白和服部因淑
- 1831年 让二子10目负林柏荣
- 1833年 让二子8目负服部雄节
- 1835年 执白11目负本因坊丈策

总计10胜3和13负，其中让子棋七盘全负，对子棋10胜3和6负。

### 生涯名局
1、日本文化九年（1812）年4月宫重元丈和与中野知得（黑先）对局，知得69手下出无目的妙手，黑六目胜；
2、文政三年（1820）四月十日执白对本因坊丈和六段的对局，知得2目负，是知得一生的杰作（摘自成都时代出版社之《本因坊丈和全集》）

### 棋風介紹
擅长治孤，精妙收官

## 外部連結
日本圍棋故事